# Nossrat Peseschkian

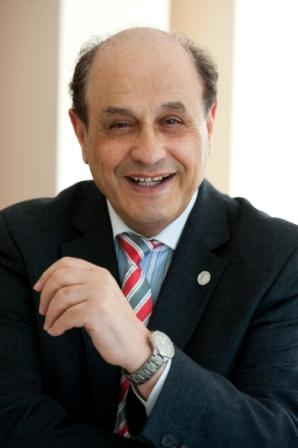
Nossrat Peseschkian, 2010

Nossrat Peseschkian (persisch نصرت پزشکیان, DMG Noṣrat-e Pezeškiyān; geboren am 18. Juni 1933 in Kaschan, Iran; gestorben am 27. April 2010 in Wiesbaden, Deutschland) war ein iranisch-deutscher Neurologe, Psychiater und Psychotherapeut. Er ist Begründer der Positiven Psychotherapie (PPT), die er seit 1968 entwickelte.

## Leben
Im Iran geboren und aufgewachsen, kam Peseschkian 1954 nach Deutschland und studierte Medizin in Freiburg im Breisgau, Mainz und Frankfurt am Main, mit Staatsexamen 1960 in Frankfurt am Main. Nach seiner Facharztweiterbildung (Neurologie, Psychiatrie, Psychotherapie), der Promotion (1968) und der psychotherapeutischen Weiterbildung in Deutschland, der Schweiz, Österreich und den Vereinigten Staaten eröffnete er 1968 zunächst eine Praxis und Tagesklinik in Wiesbaden.
Nach ausgedehnten Reisen, wissenschaftlicher und Seminartätigkeit auf dem Gebiet der Tiefenpsychologie stellte er in Vorträgen Anfang der 70er Jahre die „Differenzierungsanalyse“ als ein neues, transkulturelles Verfahren vor, die nach ihrer Weiterentwicklung ab 1977 von ihm „Positive Psychotherapie“ genannt wurde. In einer 1995 begonnenen Studie mit etwa 300 Patienten unter Praxisbedingungen wurde ihre Wirksamkeit bei verschiedenen Erkrankungen belegt. Die Positive Psychotherapie gehört zu den humanistischen und transkulturellen Psychodynamischen Psychotherapien und kann auch systemische, gesprächstherapeutische und verhaltenstherapeutische Elemente integrieren.
1977 wurde Peseschkian Präsident der neu gegründeten Deutschen Gesellschaft für Positive Psychotherapie e. V. und war seitdem Herausgeber der von ihm begründeten „Zeitschrift für Positive Psychotherapie“. Die Ausbildung in Positiver Psychotherapie wurde durch die Gremien der EAP später als europaweite Trainingsmethode und als wissenschaftlich fundiert zertifiziert und rezertifiziert. Zusammen mit seinem Mitarbeiter Hans Deidenbach veröffentlichte er 1988 den Fragebogen „Wiesbadener Inventar zur Positiven Psychotherapie und Familientherapie WIPPF“ in einer Mappe, die auch den von ihm entwickelten siebenseitigen Bogen „Erstinterview“ sowie Patienten- und Therapeutenkalender zur Selbstbeobachtung enthielt. Der systematische Erstinterviewbogen war für die psychodynamische Therapie 1988 eine Neuerung. Eine von seinen Mitarbeitern weiter entwickelte internationale Version des WIPPF wurde in mehrere Sprachen übersetzt und in der Forschung angewandt.
Peseschkian war seit 1976 Dozent an der Akademie für ärztliche Fort- und Weiterbildung der Landesärztekammer Hessen. 1979 erhielt er die persönliche Weiterbildungsermächtigung für Psychotherapie von der Landesärztekammer Hessen, 1996 erweitert als Wiesbadener Weiterbildungkreis für Psychotherapie und Familientherapie WIPF für die Weiterbildung von Ärzten in Psychotherapie. Im Jahre 1994 wurde er der erste Präsident des Weltverbandes „International Centers for Positive Psychotherapie e. V.“, der 2008 in die „World Association for Positive Psychotherapy WAPP e. V.“ überging, deren Präsident er bis 2010 war. 1998 wurde er zum Honorarprofessor des Nationalen Psychoneurologischen Forschungsinstituts Bechterew in Sankt Petersburg ernannt. Er war Mitglied in zahlreichen Fachgesellschaften. 2000 gründete er die Wiesbadener Akademie für Psychotherapie, als Ausbildungsstätte für Psychologische Psychotherapie, Kinder- und Jugendlichenpsychotherapie staatlich anerkannt und in der Folge eines der führenden tiefenpsychologischen Aus- und Weiterbildungsinstitute Deutschlands. Peseschkian arbeitete seit 1990 in Arbeitsgruppen der European Association for Psychotherapy EAP an einer europäischen Harmonisierung psychotherapeutischer Ausbildungsstandards mit.
Peseschkian hielt Seminare und Vorträge in über 60 Staaten, veröffentlichte 26 Bücher. Einzelne davon, wie das Buch „Der Kaufmann und der Papagei“ zur Anwendung von Geschichten und transkulturellen Beispielen in der Psychotherapie, einem seiner Arbeitsschwerpunkte, wurden in viele Sprachen übersetzt. Weitere Schwerpunkte seiner Arbeit waren die Entwicklung einer transkulturellen Psychotherapie und einer transkulturellen Form der Familientherapie.
Peseschkian gründete 2005 die Internationale Akademie für Positive und Transkulturelle Psychotherapie – Peseschkian-Stiftung in Wiesbaden u. a. mit dem Stiftungsauftrag, Informations- und Kommunikationszentrum für die in den verschiedenen Ländern existierenden Zentren, Institute und Organisationen für Positive und Transkulturelle Psychotherapie zu sein und einen Beitrag zur Friedensentwicklung und Konfliktforschung zu leisten. 2015 gab es sieben nationale Gesellschaften (Deutschland, Ukraine, Bulgarien, Rumänien, Kosovo, Türkei, Äthiopien) und Zentren für Positive Psychotherapie in etwa 18 weiteren Ländern.
Nossrat Peseschkian war verheiratet, Vater zweier Söhne und hatte vier Enkel, darunter die Medizinerin und Autorin Samira Peseschkian. Peseschkian war Anhänger der Bahai-Religion, über die er ebenfalls einige Arbeiten verfasste und die sein Menschenbild prägte. Er ist auf dem Friedhof in Wiesbaden-Sonnenberg begraben. Die Stadt Wiesbaden hat am 17. März 2023 dieses Grab als Ehrengrab anerkannt.

## Auszeichnungen
- Richard-Merten-Preis,[19] 1997, für seine Arbeit „Computergestützte Qualitätssicherung in der Positiven Psychotherapie“.
- Ernst-von-Bergmann-Plakette, 1998, vom Präsidium der Bundesärztekammer für seine langjährigen Fortbildungsaktivitäten.
- Bundesverdienstkreuz am Bande, 2006, vom Bundespräsidenten der Bundesrepublik Deutschland für seine Forschungen, wissenschaftlichen Arbeiten sowie interkulturellen und transkulturellen Tätigkeiten.
- Internationaler Avicenna-Preis, 2006, von der Vereinigung der Iranischen Ärzte und Zahnärzte in der Bundesrepublik Deutschland.
- Preis Encyclopaedia Iranica in Genf, 2006, vom Center for Iranian Studies der Columbia University, New York.

## Schriften (Auswahl)
- Psychotherapie des Alltagslebens. S. Fischer Verlag, Frankfurt am Main 1974.
- Positive Psychotherapie. S. Fischer Verlag, Frankfurt am Main 1977.
- Positive Familientherapie. S. Fischer Verlag, Frankfurt am Main 1980.
- 33 und eine Form der Partnerschaft, Fischer Taschenbuch Verlag, Frankfurt am Main 1988, ISBN 3-596-26792-7.
- Der Kaufmann und der Papagei. Orientalische Geschichten als Medien in der Psychotherapie. Mit Fallbeispielen zur Erziehung und Selbsthilfe. S. Fischer, Frankfurt am Main; 30. Auflage mit dem Untertitel Orientalische Geschichten in der Positiven Psychotherapie. ebenda 2009.
- Psychosomatik und Positive Psychotherapie. 8. Auflage. Fischer Verlag, Frankfurt am Main 2005.
- Der nackte Kaiser oder: Wie man die Seele der Kinder und Jugendlichen versteht und heilt. 2. Auflage. Fischer Verlag, Frankfurt am Main 2005.
- mit K. Jork: Salutogenese und Positive Psychotherapie. 2. Auflage. Hans Huber, Bern 2006.
- mit Udo Boessmann: Angst und Depression im Alltag. Eine Anleitung zu Selbsthilfe und positiver Psychotherapie. 6. Auflage. Fischer Verlag, Frankfurt am Main 2007.
- Wenn du willst, was du noch nie gehabt hast, dann tu, was du noch nie getan hast. 14. Auflage. Herder Verlag, Freiburg 2005.
- Glaube an Gott und binde dein Kamel fest. Warum Religion unserer Seele gut tut. Verlag Kreuz, Stuttgart 2008.
- mit Raymond Battegay: Treppe zum Glück. 50 Antworten auf die zentralen Fragen des Lebens. Fischer Verlag, Frankfurt am Main 2007.
- mit Günther Sachse: Mit Diabetes komm' ich klar. Zurück zum inneren Gleichgewicht mit Positiver Psychotherapie. Trias Verlag, Stuttgart 2001.
- Was haben Sie auf dem Herzen? Die seelische Bedeutung von Herz- und Kreislauf-Symptomen verstehen. Trias Verlag, Stuttgart 2005.
- mit Nawid Peseschkian und Hamid Peseschkian: Lebensfreude statt Stress. Anstöße, Übungen, orientalische Weisheiten. 2. Auflage. Trias Verlag, Stuttgart 2009.

Insgesamt hat Nossrat Peseschkian 27 Monografien (mehrfach mit Co-Autoren) und etwa 240 Artikel in Fachzeitschriften veröffentlicht.